# Gajevo
Gajevo je naselje i istoimeni mjesni odbor u Gradskoj četvrti Trešnjevka – jug u Zagrebu.
Naselje Gajevo sa zapada od MO Jaruna omeđeno je potokom Kustošakom i s juga potokom Vrapčakom, sa sjevera od MO Ljubljanice omeđeno je Zagrebačkom avenijom, te s istoka od MO Horvata – Srednjaka potokom Črnomercem. Nastalo je širenjem grada u doba oko i odmah nakon Drugog svjetskog rata kao prirodni nastavak starijih kvartova Ljubljanice i Vurovčice (danas poznatije pod imenom Remiza).
Naseljem prolaze dvije veće prometnice, Hrgovići na zapadu uz granicu s Jarunom i Horvaćanska cesta južnim dijelom.

## Vanjske poveznice
- Mjesni odbor Gajevo na stranicama Grada Zagreba